# Chiesa di San Giovanni Battista (Neviano degli Arduini)
La chiesa di San Giovanni Battista è un luogo di culto cattolico dalle forme barocche, situato in strada Antreola ad Antreola, frazione di Neviano degli Arduini, in provincia e diocesi di Parma; è sede di una parrocchia compresa nella zona pastorale della Montagna.

## Storia
Il luogo di culto originario fu eretto in epoca medievale; la più antica testimonianza della sua esistenza risale al 1230, quando la Capelle de Selvazano fu nominata nel Capitulum seu Rotulus Decimarum della diocesi di Parma tra le dipendenze della pieve di Sasso.
L'Ecclesia S. Joannes de Selvazano fu menzionata in un documento del 1299, mentre altre citazioni dell'edificio, ancora soggetto alla pieve di Sasso, si ebbero nell'Estimo diocesano del 1354 e nel Regesto antico del 1493.
Nella prima metà del XVI secolo una rovinosa frana distrusse gran parte dell'abitato di Selvazzano, danneggiando profondamente anche la cappella medievale.
Nel 1564 il luogo di culto di Antriola fu elevato a sede parrocchiale autonoma, ma, a causa delle precarie condizioni in cui versava, nel 1579 fu provvisoriamente unito alla chiesa di San Giacomo di Castelmozzano.
Nel 1688 furono avviati in posizione più sicura i lavori di ricostruzione dell'edificio barocco, che fu completato nel 1702 con l'innalzamento del campanile.
Nella prima metà del XX secolo la chiesa fu sottoposta ad alcuni lavori, tra cui inizialmente la sostituzione dei pavimenti e la traslazione nel cimitero delle antiche sepolture, cui seguirono nel 1931 il rifacimento delle coperture, la costruzione della cappella laterale dedicata alla Madonna, la sopraelevazione della facciata, l'ampliamento a sud dell'edificio e successivamente la risistemazione del campanile.
Intorno al 1960 il luogo di culto fu interessato da restauri.
Il 29 giugno 1986 la parrocchia di San Giacomo di Castelmozzano fu soppressa e unita a quella di San Giovanni Battista di Antreola, su decisione del vescovo di Parma Benito Cocchi.
Il 23 dicembre 2008 un forte terremoto provocò alcuni danni all'edificio, che tra il 2010 e il 2011 fu rinforzato strutturalmente e restaurato.

## Descrizione

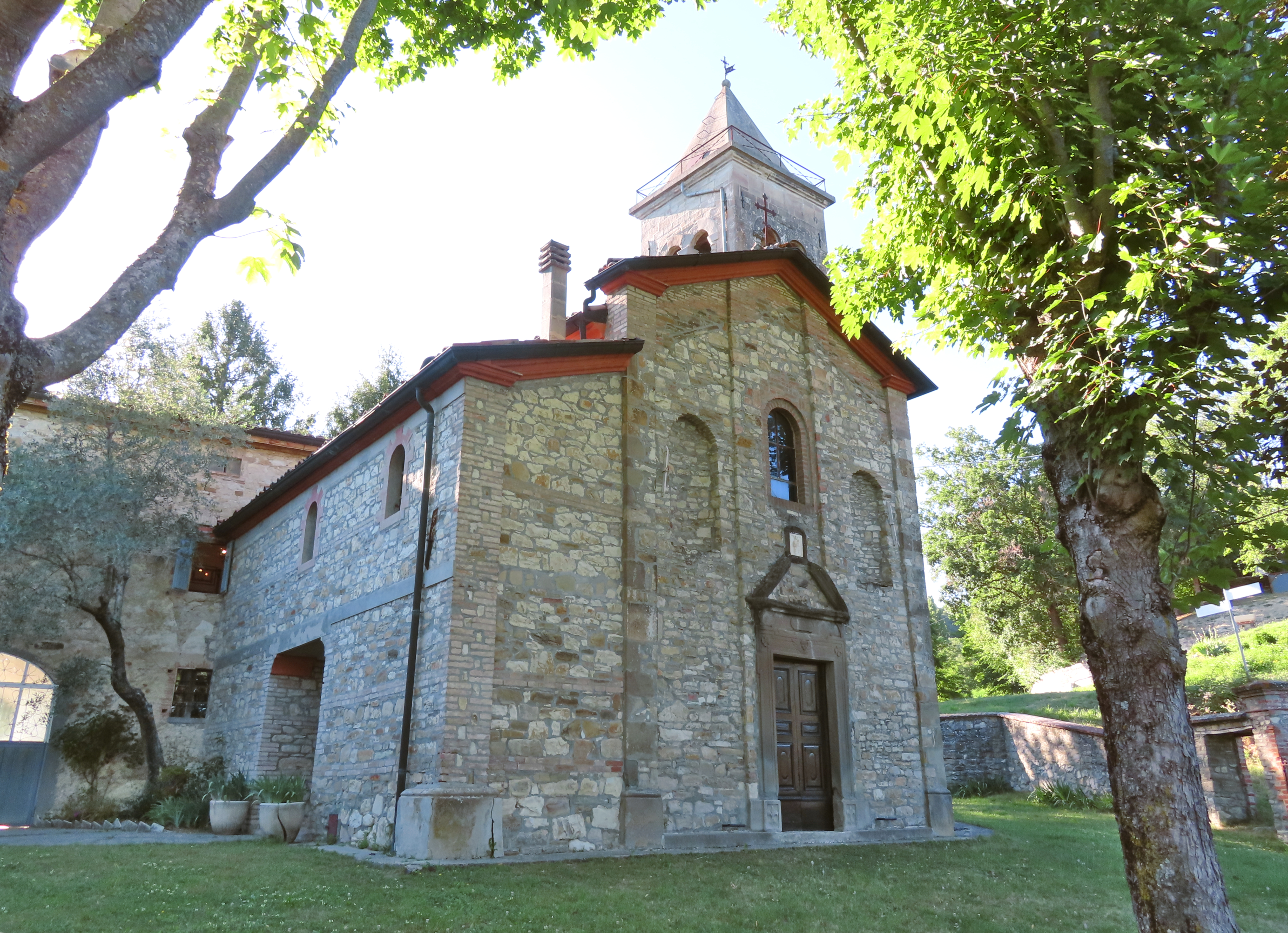
Facciata e lato sud

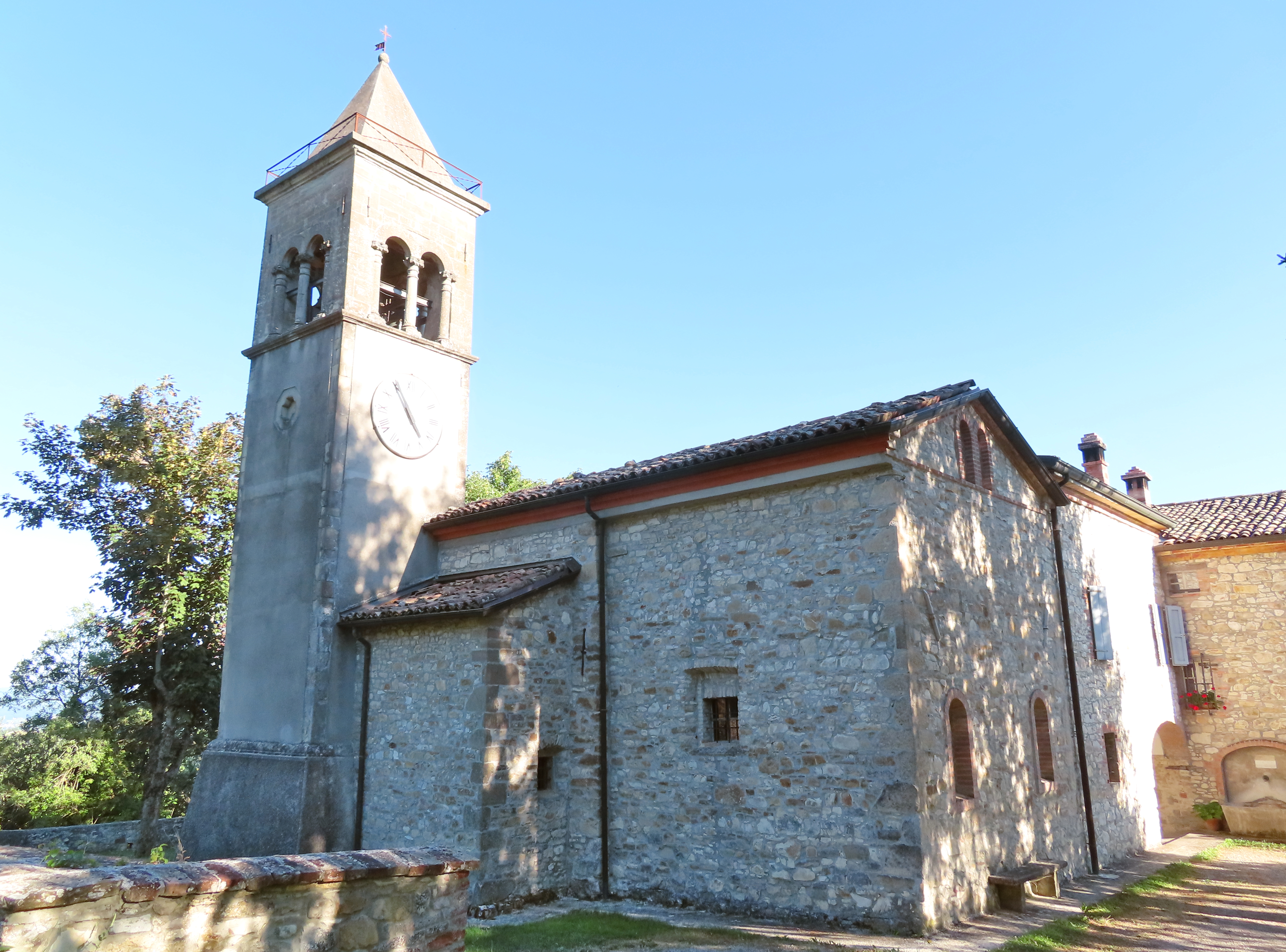
Retro e lato nord

La chiesa si sviluppa su un impianto a navata unica affiancata da una cappella per lato, con ingresso a est e presbiterio a ovest.
La facciata, quasi interamente rivestita in pietra come il resto dell'edificio, nel simmetrico corpo principale a capanna è tripartita verticalmente da quattro lesene; al centro è collocato l'ampio portale d'ingresso con cornice in arenaria, sormontato da un frontone triangolare spezzato; più in alto si apre nel mezzo una monofora ad arco a tutto sesto, affiancata da due nicchie; in sommità è visibile la sopraelevazione in mattoni realizzata nel 1931, coronata da un cornicione modanato in aggetto; sulla sinistra si eleva il più basso corpo aggiunto, delimitato all'estremità da una lesena in laterizio.
Il fianco sud presenta nel mezzo, riparato da un piccolo portico, il portale d'ingresso secondario; sul lato opposto si erge su un alto basamento a scarpa il campanile intonacato, la cui cella campanaria si affaccia sulle quattro fronti attraverso ampie bifore scandite da colonnine in pietra.
All'interno la navata, coperta da una volta a botte lunettata decorata con affreschi, è affiancata dalle ampie arcate a tutto sesto attraverso le quali si aprono sull'aula le due cappelle laterali, chiuse superiormente da volte a botte.
Il presbiterio, lievemente sopraelevato, è preceduto dall'arco trionfale retto da due paraste coronate da capitelli; l'ambiente, coperto da una volta a botte lunettata dipinta con le raffigurazioni dei Quattro evangelisti e ornato con un cornicione seicentesco in stucco, accoglie l'altare maggiore in pietra a mensa, aggiunto intorno al 1980; sul fondo, sopra a due piccole monofore ad arco, si staglia la pala d'altare, affiancata e sormontata dall'affresco rappresentante Due angeli adoranti l'Agnus Dei.